# كهف أرمينتكس
كهف أرمينتكس في ليكيايتايو (إسبانيا) هو موقع مهم للفن الصخري من العصر الحجري القديم، يقدر حتى الآن ما بين 12.000 و14.500 سنة ماضية.
الكهف ليس مفتوحًا للجماهير، «من الصعب للغاية الوصول إليه»، وتقع تحت مبنى سكني في وسط ليكيايتايو.